# RollerCoaster Tycoon
RollerCoaster Tycoon — компьютерная игра в жанре экономической стратегии, про управление парком развлечений. Игра была разработана MicroProse и Крисом Сойером и издана Hasbro Interactive для Microsoft Windows 31 марта 1999 года. Позже была портирована на Xbox. Первая игра в серии RollerCoaster Tycoon.
Для RollerCoaster Tycoon были выпущены два дополнения: Added Attractions (1999) и Loopy Landscapes (2000).

## Разработка
Крис Сойер изначально хотел сделать продолжение своей игры Transport Tycoon, но, увлёкшись американскими горками (англ. Roller coaster), изменил идею проекта. Игра была полностью написана на языке ассемблера. Часть функций для взаимодействия с операционной системой Windows были написаны на Си.
Во время разработки игра называлась «White Knuckle». После того как Hasbro Interactive купили Microprose было решено изменить название на «RollerCoaster Tycoon».

## Сценарии
Игра содержит 21 сценарий, 5 из которых доступны с самого начала. После успешного окончания очередного сценария открывается следующий. После завершения последнего сценария открывается Mega Park. Данный сценарий не имеет целей и позволяет игроку возводить строения на всей карте, давая доступ ко всем постройкам. Сценарий напоминает «песочницу» за одним исключением — имеется ограниченный запас денежных средств.
Некоторые сценарии основаны на реально существующих парках. Например, «Katie’s Dreamland» был основан на Lightwater Valley.

## Критика
| Сводный рейтинг       | Сводный рейтинг | Сводный рейтинг |
| Издание               | Оценка          | Оценка          |
| Издание               | PC              | Xbox            |
| --------------------- | --------------- | --------------- |
| GameRankings          | 87,54 %         | 63,31 %         |
| Русскоязычные издания |                 |                 |
| Издание               | Оценка          | Оценка          |
| Издание               | PC              | Xbox            |
| «Игромания»           | 8,7/10          | N/A             |

| Сводный рейтинг | Сводный рейтинг |
| Агрегатор       | Оценка          |
| --------------- | --------------- |
| GameRankings    | 79,91 %         |

ПК-версия игры стала популярной благодаря своей оригинальности и успешной симуляции реального парка развлечений. GameSpot оценил игру в 8.6/10 баллов, IGN поставил игре 8.5/10 баллов. Из недостатков игры отметили отсутствие режима «песочницы», который появился только в RollerCoaster Tycoon 3.

## Фильм
Sony Pictures Animation приобрела права на экранизацию игры. Продюсером фильма стал Харальд Цварт.